# آرسکی کامن
آرسکی کامن (انگلیسی: Arsky Kamen) یک شهرک در شهرستان بلورتسکی باشقیرستان کشور روسیه است.